# Spaanse Argentijnen
Spaanse Argentijnen zijn in Argentinië woonachtige personen van Spaanse komaf. 
Ten tijde van het Spaanse Rijk kwamen er van het einde van de vijftiende eeuw tot aan de Argentijnse onafhankelijkheid in 1816 vele Spaanse kolonisten naar Argentinië. Aan het einde van de negentiende eeuw tot het midden van de twintigste eeuw kwam opnieuw een grote migratiegolf. Toch zijn de Spaanse Argentijnen niet de grootste etnische groep, ongeveer 60% van de bevolking is van Italiaanse afkomst.

## Statistieken
| 1857–1860 | 1.819     |
| 1861–1870 | 15.567    |
| 1871–1880 | 24.706    |
| 1881–1890 | 134.492   |
| 1891–1900 | 73.551    |
| 1901–1910 | 488.174   |
| 1911–1920 | 181.478   |
| 1921–1930 | 232.637   |
| 1931–1940 | 11.286    |
| 1941–1950 | 110.899   |
| 1951–1960 | 98.801    |
| 1961–1970 | 9.514     |
| 1971–1976 | -2.784    |
| Totaal    | 1.380.140 |

## Galerij
Bekende Spaanse Argentijnen:

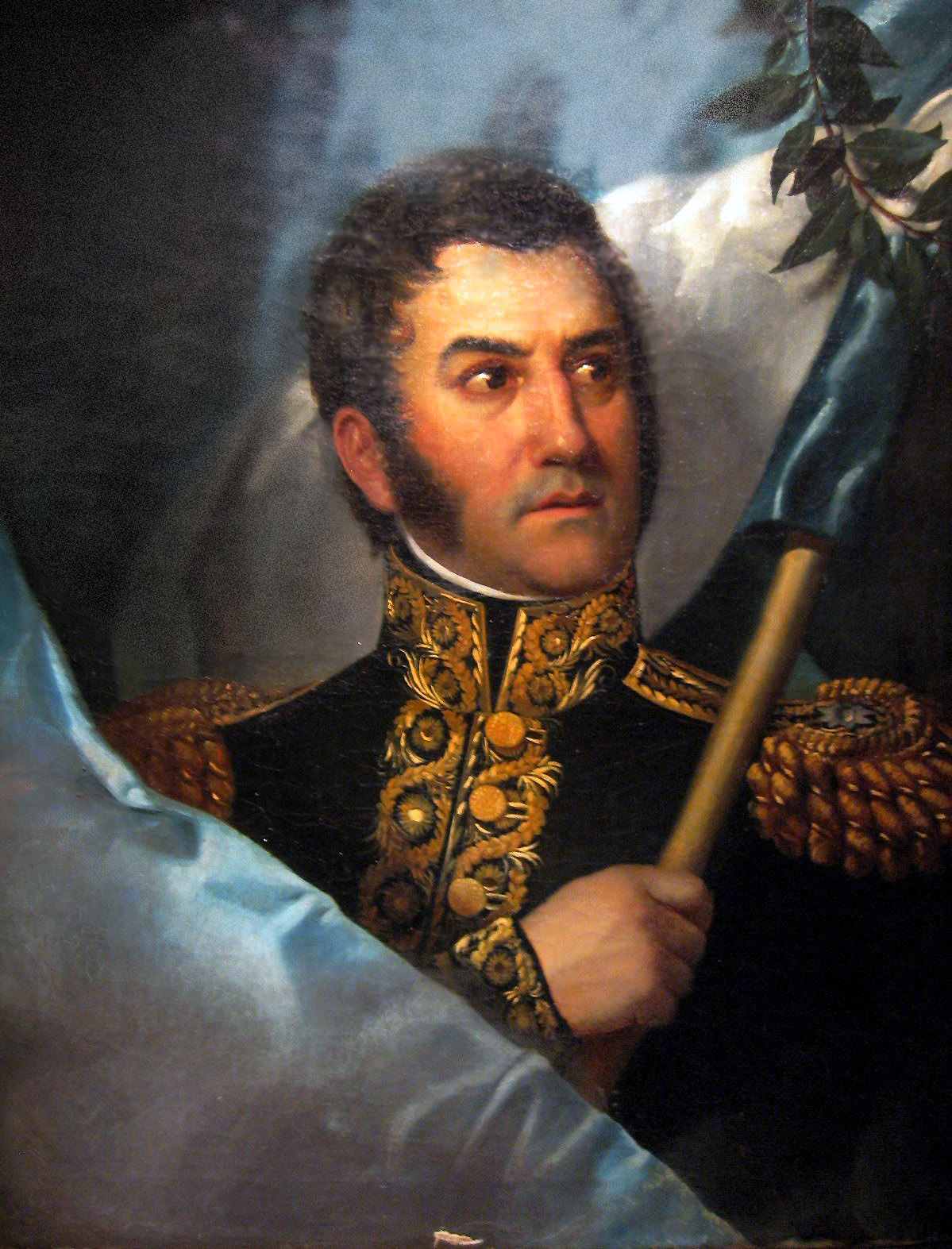
José de San Martín
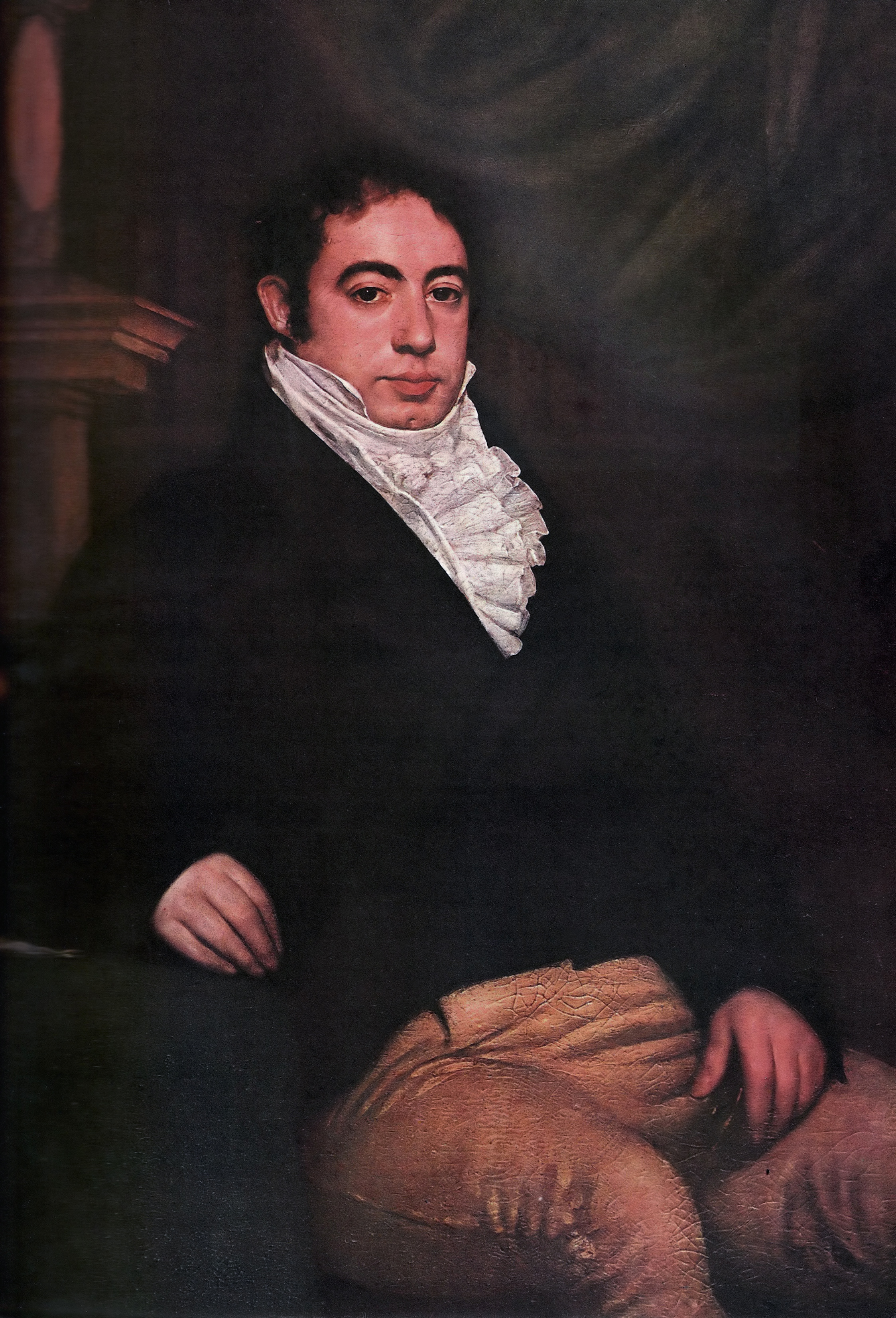
Bernardino Rivadavia
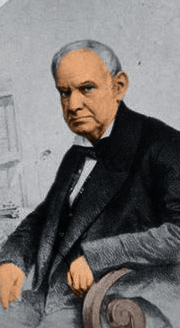
Vicente López y Planes
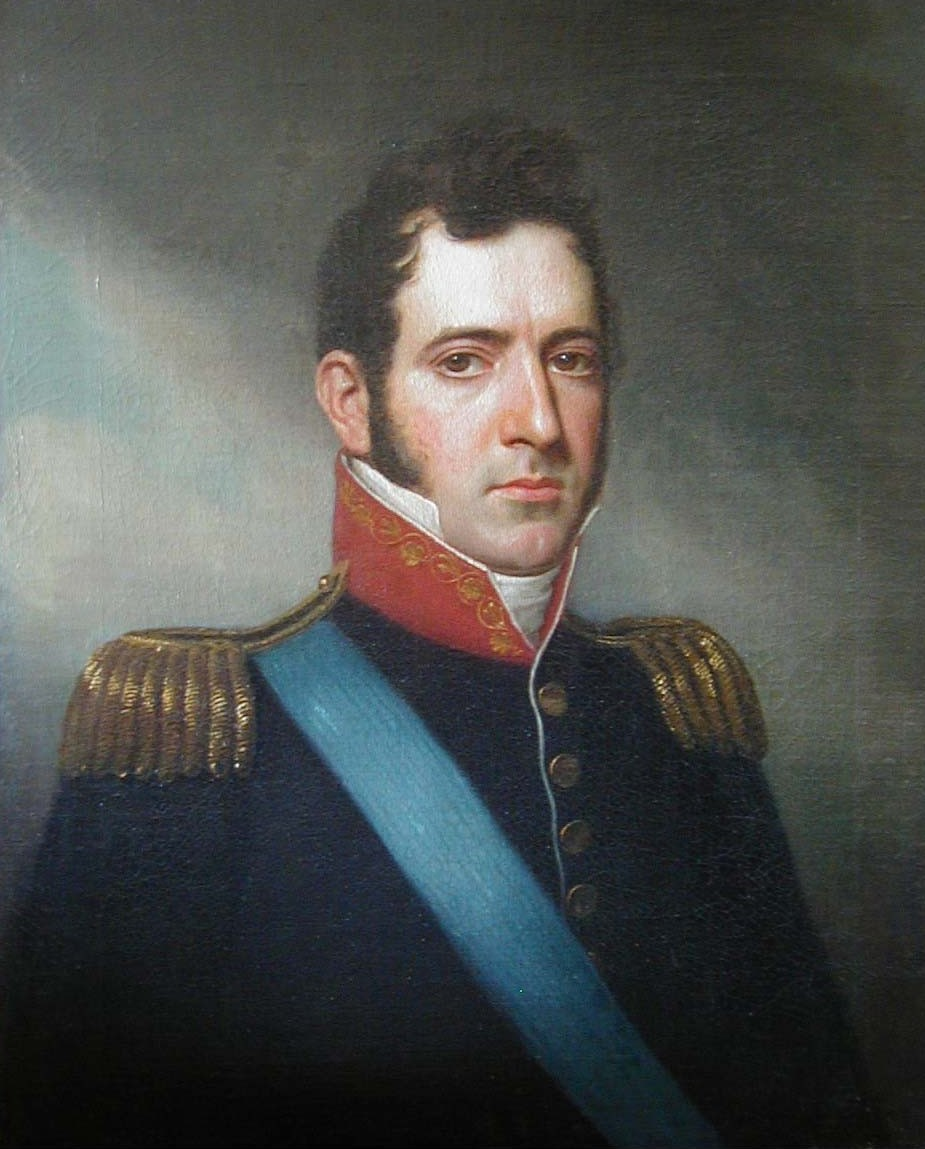
Carlos María de Alvear
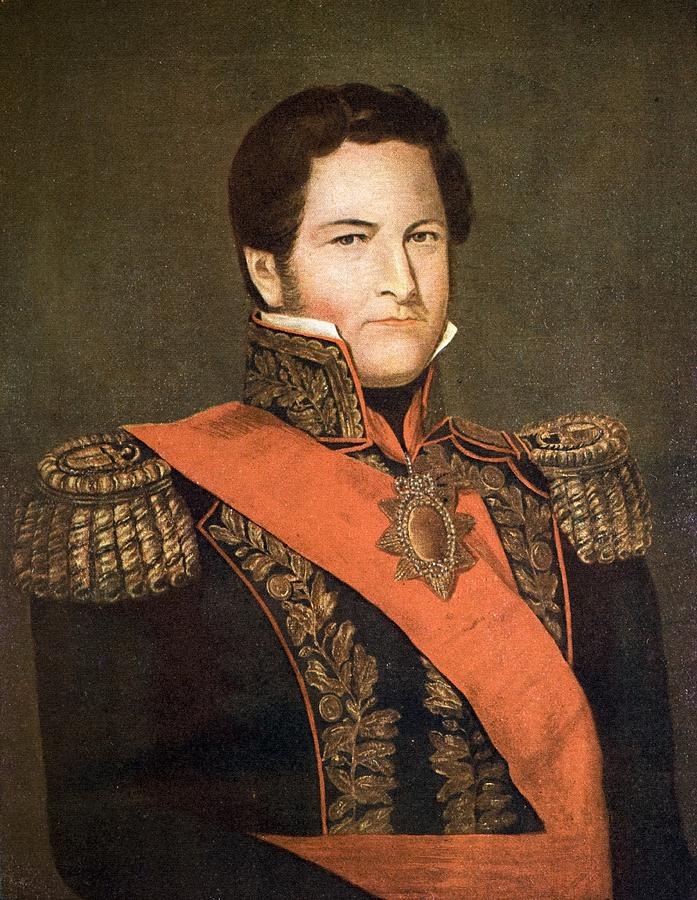
Juan Manuel de Rosas
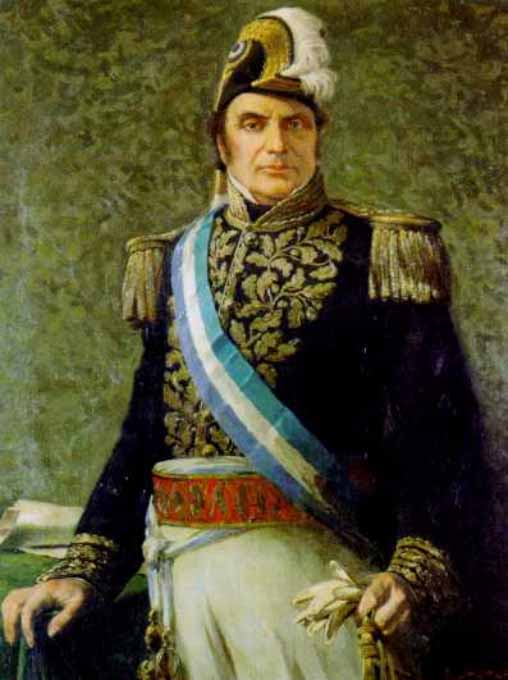
Justo José de Urquiza
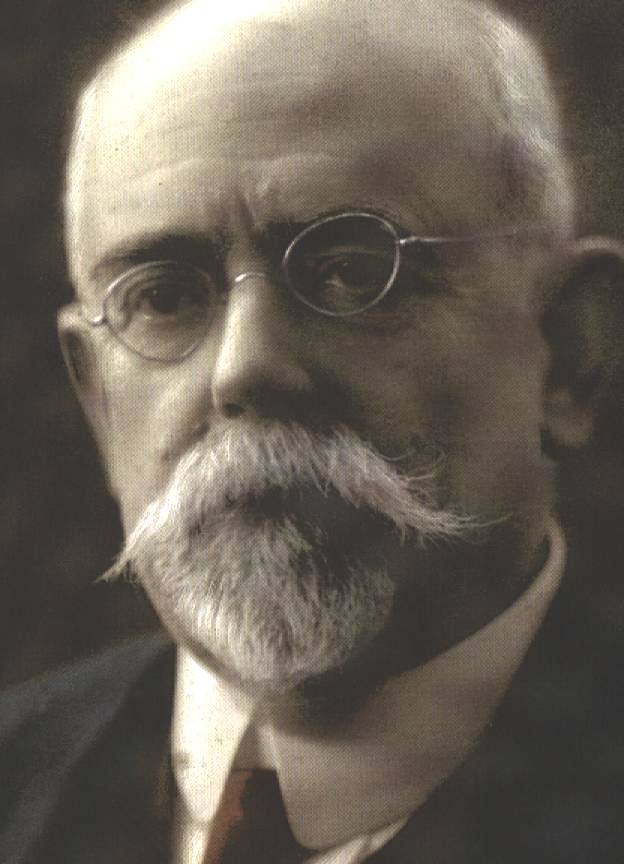
Francisco Moreno
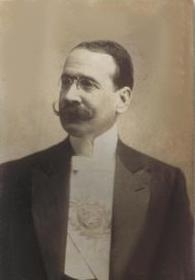
José Figueroa Alcorta
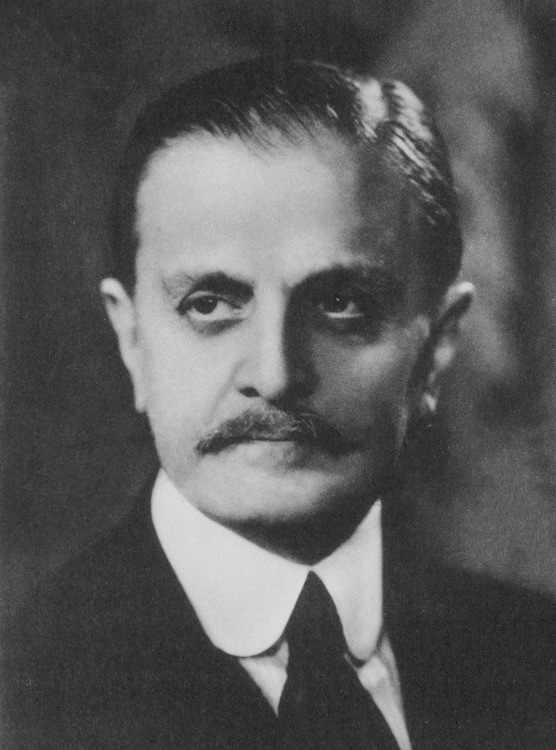
Carlos Saavedra Lamas
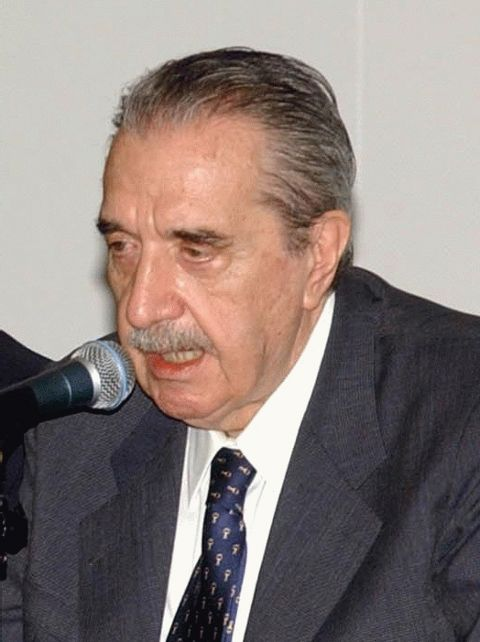
Raúl Alfonsín
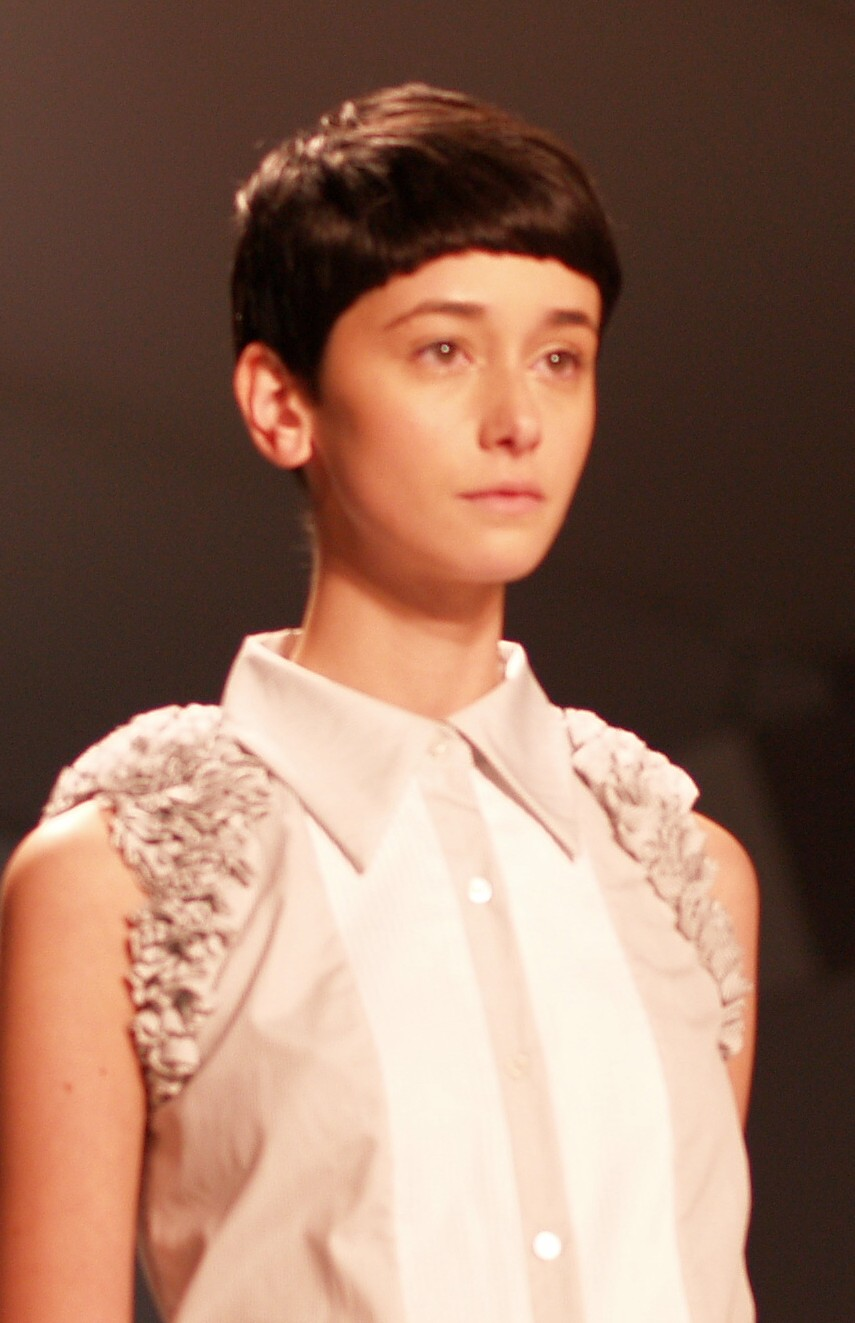
Cecilia Méndez